# Christian Brückner

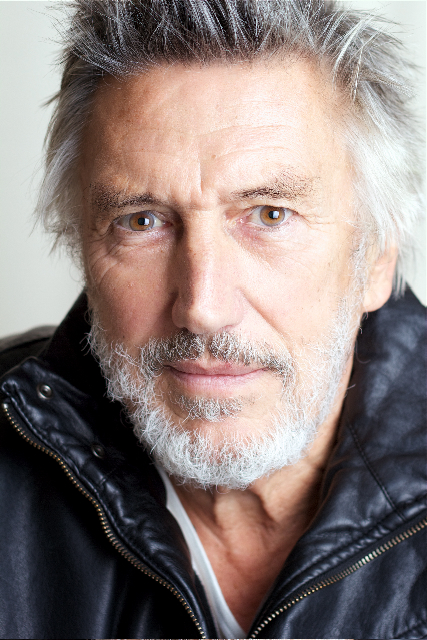
Christian Brückner (2011).

Christian Brückner, född 27 oktober 1943 i Waldenburg, Schlesien, är idag en av de mest produktiva och välkända tyska röstskådespelarna. Han är även skådespelare.
Christian Brückner utför den tyska röstdubbningen av bland andra Gary Oldman, Robert De Niro, Robert Redford, Martin Sheen, Harvey Keitel, Burt Reynolds, Dennis Hopper, Gérard Depardieu, Donald Sutherland och Jon Voight.
2009 deltog han med en liten tysktalande roll i filmen Inglourious Basterds av Quentin Tarantino.
Han har också samarbetat med det tyska trance/techno-bandet E Nomine på ett antal av deras album.